# Tyreese
Tyreese (na série de televisão chamado de Tyreese Williams) é um personagem fictício da série de quadrinhos em preto e branco The Walking Dead, que é interpretado por Chad Coleman na série de televisão de mesmo nome, produzida e exibida pela AMC. Ele é um personagem de destaque em ambas as mídias, sendo membro do grupo de Rick Grimes e o braço deste último nos quadrinhos, até sua morte no volume 8 "Made to Suffer".
O personagem apresenta uma versão diferente nos quadrinhos e na série de televisão. Nos quadrinhos, ele é mostrado como um pai dedicado, bem como um lutador e líder natural, servindo de influência para aqueles ao seu redor. No entanto, ele também é uma pessoa muito falha, que sofre de fragilidade emocional. Na série de televisão, ele apresenta algumas características dos quadrinhos, mas sua versão é uma pouco diferente. Enquanto nos quadrinhos sua primeira aparição se dá ainda no início da trama, na série de televisão o personagem só é visto pela primeira vez em meados da terceira temporada, como recorrente, tendo apenas sua irmã, Sasha Williams, como familiar.

## Biografia
Nos quadrinhos, Tyreese é descrito como tendo falhado em sua breve passagem pela NFL como um zaqueiro. Nos anos seguintes, ele passou por uma variedade de empregos insatisfatórios, como zelador e vendedor de carros. Ele se divorciou e guanhou a guarda de sua filha adolescente chamada Julie. Seu relacionamento com Julie, no entanto, costumava ser tenso devido à tensão entre ele e o namorado de Julie, Chris.

### Quadrinhos
Quando o apocalipse começa, Tyreese, Julie e Chris saem em busca de um local seguro e encontram-se com o grupo de Rick na estrada, quando o inverno começa a se aproximar. Ele rapidamente se torna um membro essencial para o grupo, proporcionando-lhes força física, bem como as qualidades de liderança, ganhando a confiança de Rick. Em questão de dias, ele e Carol envolvem-se em um relacionamento romântico, com ele muitas vezes agindo como seu protetor emocional e físico. Ele lutou continuamente contra as travessuras sexuais de Julie e Chris, e exerceu uma tentativa de estabelecer regras básicas para os dois. Pouco tempo após a sua chegada em Wiltshire Estates, a sua relação com Chris se enfraquece e ele, então, leva Chris em uma loja, aparentemente apenas para buscar alimentos, mas deixa-o preso ao chão por uma prateleira que caiu, cercado por mortos-vivos para causar sua morte.
Após deixarem Wiltshire e fixarem-se em uma prisão abandonada, Tyreese teve a infelicidade de ver Julie ser morto por Chris, em uma tentativa fracassada de se vingar, com Julie tendo sido morta a tiros por Chris, que ainda está vivo. Em um ataque de histeria, Tyreese estrangulou o menino até a morte e seu corpo foi mutilado. Surpreendentemente, ele recupera-se muito rapidamente ao acontecido, para grande confusão e preocupação de Rick. Os dois continuaram a ter um relacionamento forte, com Tyreese muitas vezes dando a Rick orientação e auxiliando-o com várias atividades físicas. Com a chegada de Michonne, Tyreese vê-se seduzido por ela. Michonne pratica sexo oral nele no ginásio, em certa noite. Inicialmente, Tyreese tentou manter esse novo sentimento fora do conhecimento de Carol, sem saber do fato de Carol haver testemunhado o evento acontecer em primeira mão. Depois de algumas tentativas lamentáveis de competição com Michonne, Carol termina seu relacionamento com Tyreese e obriga-o a mudar-se para um outro bloco de celas, onde ele continuou a ver Michonne, ainda que em vão, por conta de seu arrependimento por ter perdido Carol. Carol, em última análise, tenta cometer suicídio cortando seus pulsos, que logo depois leva a uma violenta discussão entre ele e Rick. Este evento marcou o ponto em que a sua estreita amizade com o líder foi cortada.
Quando o resto do grupo decide que Rick é incapaz de levar a liderança adiante, Tyreese mais tarde passou a fazer parte do Conselho de decisão, juntamente com Hershel Greene e Dale. Seu relacionamento com Rick continua a ser tenso, no entanto, os dois ainda conseguem cooperar e trabalhar uns com os outros em vários momentos. Dentro do tempo em que Rick vai embora da prisão com Glenn e Michonne, Tyreese e Carl Grimes desenvolvem um vínculo estreito, com Carl olhando Tyreese quase como um pai substituto. Em troca, Tyreese foi extremamente protetor sobre ele, muitas vezes reconfortando Carl quando ele duvidou da liderança de Rick.
Mais tarde, quando o grupo está se preparando para a guerra contra Woodbury, Tyreese leva um punhado de pessoas a um posto da Guarda Nacional, nas proximidades, onde Woodbury busca muitos de seus suprimentos. Eles são quase todos emboscados por homens do Governador. Tyreese torna-se extremamente abalado ao testemunhar Carol se matar na frente do grupo. No entanto, a sua tristeza rapidamente se transforma em raiva e pena, por causa dele ver o suicídio como um ato patético. No entanto, sua morte leva-o mais profundamente para os braços de Michonne. Durante o ataque à prisão, ele e Michonne lutam juntos contra Woodbury, apenas para serem emboscados e Tyreese ser capturado e levado como refém. O Governador planejava usá-lo como alavanca para ganhar acesso à prisão, no entanto, quando isso falha, Tyreese é brutalmente decapitado na frente do grupo. Na sequência da batalha, Michonne mata sua cabeça reanimada.

### Série de TV

Tyreese sendo interpretado por Chad Coleman, na série de televisão.

Tyreese (Chad Coleman) é apresentado na série de televisão como sendo de Jacksonville, na Flórida, junto com sua irmã Sasha (Sonequa Martin-Green) (que é existente apenas na série televisiva). Ele e Sasha se esconderam no porão da casa de um vizinho, quando o surto ocorreu, onde permaneceram por alguns meses até os mantimentos se esgotarem. Ao sair do porão por conta própria, junto com Sasha, ele se depara com um outro grupo de sobreviventes, juntando-se a eles. O acampamento onde eles residiram é destruído e pouco a pouco o grupo é reduzido, com a morte de seus integrantes, até que resta apenas ele, sua irmã Sasha,  e uma família de três pessoas, Allen, Donna, e seu filho adolescente Ben. Os cinco passam a sobreviver escondidos na floresta.

#### Terceira Temporada
A primeira aparição de Tyreese se dá no episódio "Made to Suffer", na terceira temporada. Tyreese e seu grupo descobrem a prisão por acaso, ao esgueirar-se, através do lado exposto do edifício. Eles são recebidos por Carl (Chandler Riggs), Hershel (Scott Wilson), Carol (Melissa McBride) e Beth (Emily Kinney), mas logo são trancados em uma cela por Carl, enquanto Rick e outros estão fora em Woodbury. Donna, que foi atacada e mordida por um zumbi na floresta, sucumbe a sua infecção e morre, e Tyreese toma para si a tarefa de evitar a reanimação, destruindo-lhe o crânio com seu martelo. No episódio "The Suicide King", enquanto eles estão no processo de enterrar Donna, Allen propõe emboscar o grupo e assumir o controle da prisão, enquanto Tyreese refuta a ideia, reconhecendo que, apesar das circunstâncias, todos ali são boas pessoas. Quando Rick retorna de Woodbury, sua instabilidade mental obriga Tyreese e seu grupo a se retirar da prisão.
Eles permanecem na floresta, nas proximidades da prisão, até que são eventualmente descobertos por Andrea (Laurie Holden) e Milton (Dallas Roberts), que os levam para Woodbury. O Governador (David Morrissey) recebe-os de braços abertos, já que eles estiveram na prisão e conhecem o interior dela. Tyreese concorda em descrever o layout da prisão. No episódio "Prey", ele e seu grupo são mostrados se instalando na cidade, todos os quatro assumindo papéis ativos dentro da comunidade. Tyreese e Sasha servem como guardas da comunidade. Enquanto eles estão vigiando o portão principal de Woodbury, Andrea revela-lhes que o Governador tem feito coisas terríveis e está planejando o pior. Tyreese permite que Andrea escape por cima do muro. Ele é posteriormente levado para ajudar a recolher os zumbis cativos, e entra em um conflito pessoal com Allen. Mais tarde, ele questiona o Governador sobre o uso dos zumbis, mas o Governador lhe assegura que eles são usados apenas como uma tática de medo.
No episódio "Welcome to the Tombs", Allen é recrutado como parte do exército do Governador para a guerra contra o grupo de Rick. O Governador tenta recrutar Tyreese e Sasha também, porém eles afirmam não desejar se envolver com o derramamento de sangue e pedem para ficar em Woodbury, mantendo a vigilância no portão principal. Allen, assim como a maioria dos outros cidadãos de Woodbury que foram lutar, são mortos a tiros pelo Governador após seu ataque falhar. A única sobrevivente do massacre, Karen, é encontrada por Rick, Daryl e Michonne e os orienta até chegar em Woodbury, onde Tyreese está vigiando. Ele deixa todos entrar, após Karen afirmar que o Governador matou todo o exército e fugiu. Tyreese guia Rick, Michonne e Daryl até uma sala, onde encontram Andrea mordida e Milton morto. Ele permanece do lado de fora da sala, enquanto Andrea suicida-se. Após todos os acontecimentos, Tyreese concorda em se juntar ao grupo de Rick e mudar-se para a prisão, assim como Sasha e os outros sobreviventes de Woodbury.

#### Quarta temporada
Na 4ª Temporada, Tyreese é mostrado tentando se adaptar à vida na prisão. Ele está em um relacionamento romântico com Karen, além de ser um dos que frequentemente procuram por mantimentos em lugares nas redondezas. Depois de uma busca por alimentos, ao voltar para a prisão, ele descobre que Karen está doente, possivelmente com uma forte gripe. Ao ir visitá-la em sua cela, ele descobre que ela e outro sobrevivente foram assassinados e queimados. Quando Rick e Daryl tentam acalmá-lo, ele ataca-os com raiva, pedindo-lhes para encontrar quem matou Karen. Ao saber que sua irmã, Sasha, também está gravemente doente, ele decide acompanhar Daryl, Michonne e Bob Stookey (Lawrence Gilliard Jr.) em busca de remédios em uma antiga faculdade, distante aproximadamente 80 quilômetros da prisão. Durante a viagem até o local, o grupo é atacado por um grande número de zumbis (aproximadamente 7 mil), que cercam o carro onde eles estão e impede que o veículo saia do lugar. Com a situação, Daryl, Michonne e Bob decidem abandonar o carro e fugir a pé, mas Tyreese, amargurado e ainda entristecido pela morte de Karen, não reage e permanece dentro do veículo. Curiosamente, Tyreese consegue escapar vivo dos zumbis.
Após encontrarem os medicamentos para os doentes, Tyreese, Daryl, Michonne e Bob voltam a prisão. A essa altura, Rick já descobriu que Carol foi quem matou Karen e o outro sobrevivente e a expulsa da prisão. Quando Rick decide contar a Tyreese que Carol (alguém em quem Tyreese confiava) foi a assassina, o Governador inicia o ataque contra a prisão, usando Michonne e Hershel como reféns. Tyreese luta bravamente contra o grupo do Governador, que tenta tomar a prisão e matar todos os sobreviventes que lá estão. Ele quase é morto por Alisha, membro do grupo inimigo, mas é salvo pelas jovens irmãs Lizzie e Mika Samuels. Tyreese abandona a prisão, destruída, e foge para a floresta, levando consigo as duas irmãs, Lizzie e Mika, além do bebê Judith, filha de Rick e Lori (Sarah Wayne Callies).
Na floresta, ele precisa lidar com a tensão provocada pela ameaça dos zumbis, além de estar carregando Judith, que por ser um bebê, acaba atraindo os zumbis com o barulho de seu choro. Soma-se a isso a instabilidade emocional das irmãs Lizzie e Mika Samuels, que também é notável. Em certo momento, Tyreese deixa Judith sob os cuidados de Lizzie, enquanto tenta ajudar dois homens desconhecidos a se livrarem de zumbis. Depois de matar os mortos-vivos e presenciar a morte dos dois homens, ele reencontra Carol, que reaparece salvando as duas irmãs e o bebê de zumbis que as haviam atacado. Tyreese fica muito feliz ao ver que Carol está viva, mas ainda não sabe que ela foi a responsável pela morte de Karen. Ele, junto de Carol, Lizzie, Mika e Judith seguem para um local desconhecido, chamado Terminus, onde possivelmente existe abrigo e proteção contra os zumbis. Posteriomente, Tyreese, Carol e as meninas vão para uma casa encontrada em um campo. No local, ele concorda com Carol em executar Lizzie, ao perceber a instabilidade mental sofrida pela garota. Ao saber de Carol que foi ela quem matou Karen e David, Tyreese reluta contra seus sentimentos, mas acaba perdoando a companheira pelo feito, embora diga-se indisposto a esquecer o ocorrido. Ele então vai Carol e Judith para Terminus.

#### Quinta temporada
Na estreia da temporada "No Sanctuary", Tyreese, Judith e Carol continuam andando pelas trilhas em direção a Terminus, embora Tyreese ainda está em choque por causa das ações de Lizzie. Eles são obrigados a evitar uma manada de zumbis que foi em direção a Terminus, e vão para uma casa no meio da floresta. Lá eles encontram Martin, um morador de Terminus, falando em um rádio sobre os pertences de Carl e de Michonne. Tyreese faz Martin de refém enquanto Carol vai para Terminus para resgatar seus amigos, destruindo a comunidade no processo. Em um momento de distração, Martin agarrou Judith na tentativa de fugir, e Tyreese o detém. Mais tarde Tyresse e Judith se reúnem com os demais e com sua irmã Sasha. Ele diz a Carol que ele matou Martin. O grupo continua viajando para longe de Terminus e Tyreese diz a Carol que ele não quer que os outros saibam sobre Lizzie e Mika, querendo esquecê-las. O grupo encontra o Padre Gabriel Stokes (Seth Gilliam) que lhes oferece abrigo em sua igreja. Daryl, Carol e Bob desaparecem misteriosamente, e o grupo os procura. Bob reaparece na frente da igreja com a perna amputada e diz que foi Gareth (Andrew J. West) e os outros sobreviventes do Terminus. Bob também foi mordido por um zumbi, por isso Tyreese tenta encorajar Sasha para ficar com ele até o fim. Sasha decide ir com Rick e os demais até Gareth para os matar, e Tyresse fica na igreja com os demais. No entanto Gareth, com Martin ainda vivo e o resto do seu grupo, entram na igreja para fazer mais vítimas, mas o grupo de Rick reaparece e matam todos. Depois de Bob morrer, Tyreese evita sua reanimação e o enterra junto a Gareth, Martin e o resto.
Mais tarde, Daryl e Noah (Tyler James Williams) aparecem na igreja e dizem aos demais que Beth está viva em um hospital em Atlanta, e que Carol também está lá. Tyreese vai com Rick, Daryl, Sasha e Noah para recuperar Beth e Carol. Quando Rick faz um plano para matar a maior parte da polícia, Tyreese sugere capturar dois dos subordinados de Dawn Lanner (Christine Woods) e trocá-los por Beth e Carl. Eles capturam três policiais, porém um foge e Rick o mata. Tyreese também tenta ajudar Sasha que ainda está abalada com a morte de Bob Stookey, seu ex-namorado. Numa conversa de Tyreese com Sasha, ele revela a ela que não matou Martin, e acredita que a sua natureza de bom coração é a razão para tanto de seus erros, dizendo que eles ainda são os mesmos. Sasha rejeita isso, dizendo que ele é o mesmo, mas ela não pode ser a mesma depois da morte de Bob. Ele vai com os demais até o hospital para fazer a troca dos dois oficiais por Beth e Carol. Dawn exige que Noah fique no hospital, e numa discussão, Beth acidentalmente é morta por Dawn, que por sua vez é morta por Daryl. Os demais que estavam na igreja, em seguida chegam e se deparam com o corpo sem vida de Beth nos braços de Daryl.
Na estreia da mid-season "What Happened and What's Going On", Tyreese vai com os sobreviventes até a casa de Noah. Ele está olhando para as fotos dos familiares de Noah quando ele é mordido pelo irmão mais novo do mesmo, que havia se tornado um zumbi. Antes de morrer, ele tem alucinações e conversas com Beth, Bob, Lizzie e Mika que tentam confortá-lo, e também com Martin e com o Governador, que ficam ameaçando-o. Rick e Michonne tentam salvá-lo e cortam o  seu braço para a infecção não se espalhar, mas Tyreese morre por perda de sangue enquanto está no carro e Beth, Bob, Lizzie e Mika asseguram-lhe que está tudo bem. Depois de morrer, ele é enterrado embaixo de uma árvore com sua touca sobre sua cruz.
No episódio "Forget", lutando para se ajustar à relativa normalidade da vida em Alexandria, Sasha tem flashbacks de Bob, Beth e Tyreese, fazendo-a provocar os outros e ir embora depois de ouvi-los reclamar de questões "simples".

## Desenvolvimento e recepção
Chad Coleman foi escalado como Tyreese em meados de 2012. No processo de audição, Coleman disse: "Eu sabia que estava fazendo um teste para Tyreese. Recebi uma ligação informando que Robert Kirkman estava de olho em mim, pois me viu como Dennis 'Cutty' Wise na série de TV The Wire. Ele estava me observando há um tempo e não sabia. Havia muitos rumores online sobre pessoas querendo que esse personagem e quem deveria interpretá-lo - e eu estava em muitas dessas listas. Isso ecoou os sentimentos de Kirkman e ele se virou para a AMC e disse: 'Chad é Tyreese'. Eu finalmente fiz o teste com lados fictícios. Eu entrei e tive que voltar mais uma vez e foi isso. O que mais me lembro sobre o meu teste foi não ter um carro e ter que pegar o ônibus para Raleigh Studios em [Hollywood]. Agradeço Robert por sua rigidez e AMC por ver o que ele viu - eventualmente".
Tyreese, um personagem favorito dos fãs nos quadrinhos, foi adaptado para aparecer na terceira temporada da série de televisão quando voltou de seu hiato de meio da temporada. Chad Coleman foi visto no set de Senoia, Géorgia, e deu fotos supostamente autografadas com o nome de seu personagem. Em 20 de novembro de 2012, seu papel como Tyreese foi oficialmente confirmado. Coleman descreveu o personagem: "Com Tyreese, eu realmente sinto que estou à beira do céu" e que ele é "um líder genuíno que provavelmente pode encontrar sua posição em qualquer situação". Zack Handlen, escrevendo para o The A.V. Club, observou que sua introdução no episódio "Made to Suffer" ocorreu no mesmo episódio com Oscar - outro personagem afro-americano - foi morto a tiros; Erik Kain da revista Forbes também observou que estava preocupado com Tyreese porque pareceu-lhe que "os negros em The Walking Dead não têm uma vida fácil para se manter vivos".
Eric Goldman, da IGN, gostou do retorno de Tyreese no episódio "I Ain't a Judas". Zack Handlen sentiu que era difícil culpar Tyreese e seu grupo por declarar sua lealdade ao Governador contra Rick, que parecia insano. Eric Goldman gostou do fato de Tyreese ter se desenvolvido ainda mais no episódio "Prey". Zack Handlen sentiu que a maior parte da história de Tyreese neste episódio foi "do lado estranho, forçando conflitos que provavelmente renderão frutos no episódio".
Noel Murray, da Rolling Stone, classificou Tyreese Williams em 21º lugar em uma lista de 30 melhores personagens de Walking Dead, dizendo: "A introdução de um dos personagens mais importantes dos quadrinhos aconteceu de forma furtiva (por meio do que parecia ser um episódio único, último da peimeira parte da temporada). Este favorito dos fãs dos quadrinhos demorou mais do que o esperado para chegar à TV, mas assim que apareceu, Tyreese (interpretado por Chad L. Coleman do The Wire) serviu bem ao programa durante suas três temporadas. Seu arco de história o levou a morrer e ser reconhecido como um ajudante forte e silencioso que experimentou sua própria tragédia pessoal - mesmo encontrando na estrada com Carol, a mulher parcialmente responsável pela morte de sua amante".